# Чемпионат России по лёгкой атлетике 2004
Чемпионат России по лёгкой атлетике 2004 года проводился в Туле на стадионе «Арсенал». Соревнования прошли в 2 этапа на протяжении двух недель. В первой части турнира, прошедшей в субботу и воскресенье 24—25 июля, медали разыгрывали метатели и бегуны на 5000 метров. Чемпионы в остальных дисциплинах определились на следующей неделе, с 29 июля по 1 августа. На соревнованиях проходил финальный этап отбора в сборную России для участия в легкоатлетическом турнире XXVIII Летних Олимпийских игр в Афинах, прошедшем 18—29 августа. В чемпионате приняли участие 750 спортсменов из 56 регионов России. На протяжении 4 дней было разыграно 38 комплектов медалей.
В отдельные дни на проведение соревнований существенное влияние оказывали погодные условия. Проливной дождь шёл во время беговых и технических дисциплин 30 июля, из-за него же был приостановлен турнир по метанию диска у женщин в первой части чемпионата.
Впервые в своей карьере титул летнего чемпиона страны на дистанции 800 метров завоевал серебряный призёр чемпионата мира Юрий Борзаковский, уверенно обошедший всех своих соперников по финалу.
Во многих видах программы были показаны высочайшие результаты. В прыжке в длину у женщин острое соперничество Татьяны Лебедевой и Ирины Симагиной стало причиной целого ряда выдающихся прыжков. С результатами 7,33 м и 7,27 м соответственно спортсменки заняли первые два места в рейтинге мирового сезона. В списках лучших прыгуний в длину за всю историю Лебедева переместилась на 8-е место, а Симагина — на 11-е.
Другая дуэль произошла в секторе для толкания ядра среди женщин. В борьбе за звание чемпионки страны сошлись Ирина Коржаненко и Светлана Кривелёва. По ходу соревнований лидер менялся несколько раз, а первое место в итоге вырвала Коржаненко (20,79 м), опередившая соперницу на 10 сантиметров. Обе спортсменки также показали два лучших результата сезона в мире.
Всего 9 сантиметров до рекорда России не хватило победителю в мужском тройном прыжке Данилу Буркене. Тем не менее, результат 17,68 м стал третьим в мировом сезоне.
Высочайшие качество и плотность результатов были зафиксированы в беге на 800 метров у женщин. Все 8 спортсменок пробежали в финале быстрее 2-х минут. При этом первая четвёрка заняла аналогичные позиции и в мировом рейтинге сезона. Победительница чемпионата, Татьяна Андрианова (1.56,23), в интервью после финиша отметила, что забег был «скорее тактическим, чем на скорость».
Второй результат в российской истории на дистанции 400 метров у мужчин показал Антон Галкин — 44,83. Быстрее него бежал лишь рекордсмен страны, Олимпийский чемпион 1980 года Виктор Маркин. Галкин стал вторым российским спортсменом, «разменявшим» 45 секунд в беге на один круг.
На протяжении 2004 года в различных городах были проведены также чемпионаты России в отдельных дисциплинах лёгкой атлетики:
- 8 февраля — зимний чемпионат России по спортивной ходьбе (Адлер)
- 20—22 февраля — зимний чемпионат России по длинным метаниям (Адлер)
- 27 марта — чемпионат России по горному бегу (вверх) (Железноводск)
- 25 апреля — чемпионат России по бегу на 50 км и 100 км (Черноголовка)
- 15—16 мая — чемпионат России по суточному бегу по стадиону (Москва)
- 16 мая — чемпионат России по марафону (Москва)
- 22 мая — чемпионат России по горному бегу (вверх-вниз) (Токсово)
- 12—13 июня — чемпионат России по спортивной ходьбе (Чебоксары)
- 22—25 июня — чемпионат России по многоборьям и бегу на 10 000 метров (Тула)
- 4—5 сентября — чемпионат России по суточному бегу по шоссе (Санкт-Петербург)
- 11 сентября — чемпионат России по полумарафону (Новосибирск)
- 9—10 октября — чемпионат России по кроссу (осень) (Оренбург)

## Медалисты

### Мужчины
| Дисциплина                          | Золото                                                                                  | Золото             | Серебро                                                                                  | Серебро            | Бронза                                                                                 | Бронза             |
| ----------------------------------- | --------------------------------------------------------------------------------------- | ------------------ | ---------------------------------------------------------------------------------------- | ------------------ | -------------------------------------------------------------------------------------- | ------------------ |
| 100 м (ветер: -2,0 м/с)             | Андрей Епишин Московская область Москва Вооружённые Силы                                | 10,32              | Сергей Бычков Омская область Челябинская область Профсоюзы                               | 10,46              | Александр Волков Краснодарский край Профсоюзы                                          | 10,49              |
| 200 м (ветер: +1,7 м/с)             | Олег Сергеев Тюменская область                                                          | 20,51              | Сергей Бычков Омская область Челябинская область Профсоюзы                               | 20,68              | Иван Теплых Свердловская область                                                       | 20,82              |
| 400 м                               | Антон Галкин Санкт-Петербург Челябинская область Вооружённые Силы                       | 44,83              | Олег Мишуков Москва Нижегородская область Профсоюзы                                      | 45,55              | Андрей Рудницкий Тюменская область ХМАО                                                | 45,85              |
| 800 м                               | Юрий Борзаковский Московская область «Динамо»                                           | 1.44,72            | Рамиль Ариткулов Башкортостан Челябинская область МО                                     | 1.45,28            | Евгений Иванов Саратовская область                                                     | 1.47,42            |
| 1500 м                              | Александр Кривчонков Москва Брянская область Вооружённые Силы                           | 3.40,04            | Вячеслав Шабунин Москва Профсоюзы                                                        | 3.40,37            | Станислав Хухаркин Курганская область                                                  | 3.41,23            |
| 5000 м                              | Сергей Иванов Москва Чувашия Вооружённые Силы                                           | 13.35,50           | Павел Шаповалов Хабаровский край                                                         | 13.36,63           | Олег Кульков Свердловская область                                                      | 13.46,44           |
| 3000 м с препятствиями              | Роман Усов Курская область Челябинская область                                          | 8.28,19            | Павел Потапович Москва Курская область Вооружённые Силы                                  | 8.30,60            | Андрей Фарносов Москва Московская область ФСО                                          | 8.34,19            |
| 110 м с барьерами (ветер: -2,0 м/с) | Игорь Перемота Челябинская область МО                                                   | 13,59              | Евгений Печёнкин Московская область Новосибирская область Вооружённые Силы               | 13,68              | Андрей Кислых Новосибирская область Кемеровская область Профсоюзы                      | 13,97              |
| 400 м с барьерами                   | Борис Горбань Москва Профсоюзы                                                          | 48,75              | Михаил Липский Свердловская область                                                      | 49,16              | Александр Деревягин Москва Кемеровская область                                         | 49,50              |
| Прыжок в высоту                     | Ярослав Рыбаков Москва Ярославская область Профсоюзы-Вооружённые Силы                   | 2,30 м             | Пётр Брайко Санкт-Петербург «Динамо»                                                     | 2,30 м             | Алексей Дмитрик Санкт-Петербург Ленинградская область                                  | 2,26 м             |
| Прыжок с шестом                     | Вадим Строгалёв Москва ФСО                                                              | 5,70 м             | Игорь Павлов Москва Орловская область Вооружённые Силы                                   | 5,70 м             | Павел Герасимов Москва Профсоюзы                                                       | 5,65 м             |
| Прыжок в длину                      | Виталий Шкурлатов Волгоградская область Рязанская область Вооружённые Силы              | 8,19 м (+1,7 м/с)  | Евгений Третьяк Краснодарский край «Динамо»                                              | 8,07 м (+0,7 м/с)  | Руслан Гатауллин Санкт-Петербург Татарстан УОР                                         | 8,00 м (+0,4 м/с)  |
| Тройной прыжок                      | Данил Буркеня Москва Профсоюзы                                                          | 17,68 м (+0,4 м/с) | Виктор Гущинский Москва Красноярский край Вооружённые Силы                               | 17,22 м (+0,3 м/с) | Виталий Москаленко Московская область Москва Профсоюзы                                 | 17,12 м (−0,1 м/с) |
| Толкание ядра                       | Иван Юшков Иркутская область Новосибирская область «Динамо»                             | 20,27 м            | Павел Софьин Московская область Москва Профсоюзы                                         | 19,89 м            | Павел Чумаченко Иркутская область «Динамо»                                             | 19,62 м            |
| Метание диска                       | Александр Боричевский Санкт-Петербург Вооружённые Силы                                  | 60,91 м            | Богдан Пищальников Московская область Адыгея                                             | 60,89 м            | Сергей Ляхов Москва Профсоюзы                                                          | 58,32 м            |
| Метание молота                      | Илья Коновалов Курская область Вооружённые Силы                                         | 79,33 м            | Сергей Кирмасов Орловская область Вооружённые Силы                                       | 76,81 м            | Вадим Херсонцев Москва Санкт-Петербург Профсоюзы                                       | 76,03 м            |
| Метание копья                       | Александр Иванов Москва Санкт-Петербург                                                 | 84,38 м            | Сергей Макаров Московская область «Динамо»                                               | 83,54 м            | Владислав Шкурлатов Москва Волгоградская область Профсоюзы                             | 78,12 м            |
| Эстафета 4×100 м                    | Краснодарский край · Антон Абрамкин · Сергей Яркин · Александр Белов · Александр Волков | 40,12              | Омская область · Яков Зяблицев · Александр Гусаченко · Вячеслав Михайлов · Сергей Бычков | 40,17              | Красноярский край · Р. Алимов · А. Малькин · А. Зюзя · К. Гурулев                      | 40,90              |
| Эстафета 4×400 м                    | Санкт-Петербург-1 · Игорь Васильев · Егор Чернов · Андрей Семёнов · Антон Галкин        | 3.07,09            | Москва-1 · П. Поляков · А. Рябов · Максим Бабарыкин · Д. Петров                          | 3.08,37            | Самарская область · А. Давыдов · Евгений Шубин · Евгений Байдюков · Валентин Кругляков | 3.08,62            |

### Женщины
| Дисциплина                          | Золото                                                                                         | Золото             | Серебро                                                                                      | Серебро            | Бронза                                                                                | Бронза             |
| ----------------------------------- | ---------------------------------------------------------------------------------------------- | ------------------ | -------------------------------------------------------------------------------------------- | ------------------ | ------------------------------------------------------------------------------------- | ------------------ |
| 100 м (ветер: −0,2 м/с)             | Юлия Табакова Тульская область Калужская область                                               | 11,16              | Ирина Хабарова Свердловская область «Динамо»                                                 | 11,21              | Лариса Круглова Мурманская область Профсоюзы                                          | 11,27              |
| 200 м (ветер: +0,7 м/с)             | Ирина Хабарова Свердловская область «Динамо»                                                   | 22,34              | Елена Болсун Иркутская область                                                               | 22,64              | Екатерина Кондратьева Нижегородская область Татарстан                                 | 22,64              |
| 400 м                               | Наталья Назарова Москва Профсоюзы                                                              | 49,65              | Наталья Антюх Москва Санкт-Петербург КО                                                      | 49,85              | Олеся Зыкина Тульская область Калужская область Профсоюзы                             | 50,44              |
| 800 м                               | Татьяна Андрианова Москва Ярославская область Профсоюзы                                        | 1.56,23            | Наталья Хрущелёва Свердловская область «Динамо»                                              | 1.56,59            | Наталья Лавшук Москва ФСО                                                             | 1.57,45            |
| 1500 м                              | Гульнара Самитова Татарстан Профсоюзы                                                          | 4.01,29            | Наталья Евдокимова Санкт-Петербург                                                           | 4.01,57            | Татьяна Томашова Пермская область Профсоюзы                                           | 4.01,60            |
| 5000 м                              | Гульнара Самитова Татарстан Профсоюзы                                                          | 14.53,70           | Елена Задорожная Иркутская область Вооружённые Силы                                          | 14.55,31           | Лилия Шобухова Башкортостан Вооружённые Силы                                          | 14.58,14           |
| 3000 м с препятствиями              | Любовь Иванова Москва Санкт-Петербург Вооружённые Силы                                         | 9.39,56            | Татьяна Вилисова Свердловская область                                                        | 9.50,14            | Светлана Иванова Чувашия Московская область                                           | 9.50,88            |
| 100 м с барьерами (ветер: +0,4 м/с) | Ирина Шевченко Московская область Краснодарский край                                           | 12,67              | Мария Коротеева Московская область                                                           | 12,70              | Наталья Кресова Санкт-Петербург Профсоюзы                                             | 12,70              |
| 400 м с барьерами                   | Юлия Печёнкина Московская область Красноярский край Профсоюзы                                  | 53,71              | Екатерина Бикерт Свердловская область                                                        | 53,72              | Екатерина Бахвалова Санкт-Петербург ЮР                                                | 55,06              |
| Прыжок в высоту                     | Анна Чичерова Москва Ростовская область Вооружённые Силы                                       | 1,98 м             | Татьяна Новосельцева Москва Брянская область                                                 | 1,95 м             | не вручалась                                                                          |                    |
| Прыжок в высоту                     | Анна Чичерова Москва Ростовская область Вооружённые Силы                                       | 1,98 м             | Ольга Калитурина Москва Рязанская область Вооружённые Силы                                   | 1,95 м             | не вручалась                                                                          |                    |
| Прыжок с шестом                     | Анастасия Иванова Санкт-Петербург Профсоюзы                                                    | 4,55 м             | Татьяна Полнова Краснодарский край Профсоюзы                                                 | 4,50 м             | Елена Белякова Москва Профсоюзы                                                       | 4,40 м             |
| Прыжок в длину                      | Татьяна Лебедева Волгоградская область Вооружённые Силы                                        | 7,33 м (+0,4 м/с)  | Ирина Симагина Москва Рязанская область ФСО                                                  | 7,27 м (−0,4 м/с)  | Татьяна Котова Москва Алтайский край Профсоюзы                                        | 6,93 м (−0,3 м/с)  |
| Тройной прыжок                      | Анна Пятых Москва Профсоюзы                                                                    | 14,69 м (−0,6 м/с) | Виктория Гурова Краснодарский край Ростовская область ТР                                     | 14,65 м (+0,4 м/с) | Оксана Рогова Тамбовская область Профсоюзы                                            | 14,46 м (+0,3 м/с) |
| Толкание ядра                       | Ирина Коржаненко Ростовская область Вооружённые Силы                                           | 20,79 м            | Светлана Кривелёва Московская область «Динамо»                                               | 20,69 м            | Ольга Рябинкина Санкт-Петербург Брянская область «Динамо»                             | 19,10 м            |
| Метание диска                       | Наталья Садова Нижегородская область Профсоюзы                                                 | 67,58 м            | Оксана Есипчук Санкт-Петербург Брянская область «Динамо»                                     | 63,02 м            | Ольга Чернявская Москва Ставропольский край Вооружённые Силы                          | 60,85 м            |
| Метание молота                      | Ольга Кузенкова Смоленская область Вооружённые Силы                                            | 74,54 м            | Елена Коневцова Московская область                                                           | 73,68 м            | Татьяна Лысенко Ростовская область                                                    | 69,92 м            |
| Метание копья                       | Валерия Забрускова Ставропольский край Вооружённые Силы                                        | 62,54 м            | Екатерина Ивакина Ставропольский край Вооружённые Силы                                       | 60,20 м            | Оксана Ярыгина Ставропольский край Вооружённые Силы                                   | 59,18 м            |
| Эстафета 4×100 м                    | Ростовская область · Ольга Гончарова · Юлия Гущина · Екатерина Бутусова · Наталья Муринович    | 44,52              | Челябинская область · Елена Яковлева · Дарья Сафонова · Евгения Попандопуло · Елена Миронова | 45,54              | Санкт-Петербург-2 · Виктория Гаппова · Марина Степанова · Яна Багнюк · Людмила Зуенко | 45,60              |
| Эстафета 4×400 м                    | Санкт-Петербург-1 · Светлана Поспелова · Евгения Исакова · Ольга Зайцева · Екатерина Костецкая | 3.29,65            | Челябинская область · Т. Попова · Н. Столярова · Мария Меньщикова · Дарья Сафонова           | 3.31,39            | Москва-1 · Елена Ильдейкина · Е. Михалёва · Ирина Анашкина · Оксана Гулумян           | 3.33,29            |

## Зимний чемпионат России по спортивной ходьбе
Зимний чемпионат России по спортивной ходьбе 2004 прошёл 8 февраля в Адлере. Мужчины соревновались на дистанциях 20 км и 35 км, женщины — на 20 км. Итогом чемпионата стали несколько рекордов. Высшее мировое достижение в мужском заходе на нестандартную дистанцию 35 км побил 18-летний Владимир Канайкин — 2:23.17. В ходьбе на 20 км Владимир Станкин превысил время официально зарегистрированного рекорда России на 23 секунды, показав на финише результат 1:17.23.

### Мужчины
| Дисциплина      | Золото                                        | Золото  | Серебро                                              | Серебро | Бронза                      | Бронза  |
| --------------- | --------------------------------------------- | ------- | ---------------------------------------------------- | ------- | --------------------------- | ------- |
| Ходьба на 20 км | Владимир Станкин Челябинская область Мордовия | 1:17.23 | Владимир Парваткин Мордовия                          | 1:18.17 | Роман Рассказов Мордовия МО | 1:18.35 |
| Ходьба на 35 км | Владимир Канайкин Мордовия                    | 2:23.17 | Алексей Воеводин Москва Пензенская область Профсоюзы | 2:26.25 | Семён Ловкин Удмуртия       | 2:27.31 |

### Женщины
| Дисциплина      | Золото                            | Золото  | Серебро                        | Серебро | Бронза                   | Бронза  |
| --------------- | --------------------------------- | ------- | ------------------------------ | ------- | ------------------------ | ------- |
| Ходьба на 20 км | Юлия Воеводина Пензенская область | 1:28.30 | Наталья Федоськина Мордовия МО | 1:28.38 | Татьяна Козлова Мордовия | 1:28.59 |

## Зимний чемпионат России по длинным метаниям
Зимний чемпионат России по длинным метаниям 2004 прошёл 20—22 февраля в Адлере на стадионе «Юность-2001». В программе соревнований были представлены метание диска, метание молота и метание копья.

### Мужчины
| Дисциплина            | Золото                                                 | Золото  | Серебро                                          | Серебро | Бронза                                                                | Бронза  |
| --------------------- | ------------------------------------------------------ | ------- | ------------------------------------------------ | ------- | --------------------------------------------------------------------- | ------- |
| Метание диска         | Александр Боричевский Санкт-Петербург Вооружённые Силы | 59,34 м | Илья Костин Ярославская область Вооружённые Силы | 58,02 м | Вячеслав Ивашкин Москва Ставропольский край «Динамо»                  | 57,37 м |
| Метание молота (6 кг) | Илья Коновалов Курская область Вооружённые Силы        | 78,20 м | Алексей Загорный Москва Ярославская область ФСО  | 77,51 м | Юрий Воронкин Ставропольский край                                     | 75,19 м |
| Метание копья         | Александр Иванов Москва Санкт-Петербург                | 79,28 м | Игорь Сухомлинов Кабардино-Балкария ЮР           | 75,90 м | Владислав Шкурлатов Волгоградская область Рязанская область Профсоюзы | 75,42 м |

### Женщины
| Дисциплина     | Золото                                                  | Золото  | Серебро                                                | Серебро | Бронза                                                   | Бронза  |
| -------------- | ------------------------------------------------------- | ------- | ------------------------------------------------------ | ------- | -------------------------------------------------------- | ------- |
| Метание диска  | Наталья Садова Нижегородская область Профсоюзы          | 63,21 м | Наталья Амплеева Москва Профсоюзы                      | 58,40 м | Оксана Есипчук Санкт-Петербург Брянская область «Динамо» | 57,95 м |
| Метание молота | Ольга Кузенкова Смоленская область Вооружённые Силы     | 68,45 м | Гульфия Ханафеева Москва Челябинская область           | 68,36 м | Татьяна Лысенко Ростовская область                       | 65,21 м |
| Метание копья  | Валерия Забрускова Ставропольский край Вооружённые Силы | 59,42 м | Екатерина Ивакина Ставропольский край Вооружённые Силы | 58,62 м | Мария Яковенко Краснодарский край                        | 57,19 м |

## Чемпионат России по горному бегу (вверх)
V чемпионат России по горному бегу (вверх) состоялся 27 марта 2004 года в Железноводске, Ставропольский край. Участники выявляли сильнейших на трассе, проложенной на склоне горы Бештау. На старт вышли 54 участника (34 мужчины и 20 женщин) из 23 регионов России. 16-летняя Юлия Мочалова в своём дебютном старте среди взрослых уверенно выиграла свой первый титул чемпионки страны. В мужских соревнованиях победа досталась опытному сверхмарафонцу Олегу Харитонову, который смог опередить лидера Михаила Питерцева на заключительной, самой крутой, части дистанции.

### Мужчины
| Дисциплина                        | Золото                              | Золото | Серебро                         | Серебро | Бронза                           | Бронза |
| --------------------------------- | ----------------------------------- | ------ | ------------------------------- | ------- | -------------------------------- | ------ |
| 7,3 км перепад высот: +967 м −7 м | Олег Харитонов Свердловская область | 44.20  | Михаил Питерцев Санкт-Петербург | 44.45   | Евгений Лапшин Читинская область | 45.20  |

### Женщины
| Дисциплина                          | Золото                              | Золото | Серебро                           | Серебро | Бронза                      | Бронза |
| ----------------------------------- | ----------------------------------- | ------ | --------------------------------- | ------- | --------------------------- | ------ |
| 6,615 км перепад высот: +733 м −7 м | Юлия Мочалова Нижегородская область | 40.59  | Елена Комкова Саратовская область | 41.49   | Нелли Ерофеева Башкортостан | 43.09  |

## Чемпионат России по бегу на 50 и 100 км
Чемпионат России по бегу на 50 и 100 километров прошёл 25 апреля в подмосковном городе Черноголовка. На старт вышли 104 легкоатлета из 30 регионов страны (86 мужчин и 18 женщин). Соревнования запомнились большим количеством недостатков в организации и вызвали много нареканий со стороны участников. Главная претензия касалась 5-километрового круга, который оказался не промеренным до начала соревнований и чья длина по факту была меньше. Так, в беге на 50 километров у мужчин победитель Денис Жалыбин превзошёл время официального мирового рекорда (2:43.38) более чем на минуту — 2:42.32. Однако ещё по ходу бега организаторы поняли свою оплошность и провели измерение дистанции — длина круга оказалась примерно на 200 метров меньше заявленной, 4,8 км вместо 5. Судьи приняли решение оставить прежним финиш для бегунов на 50 км (то есть укоротив дистанцию почти на 2 км), а для участников на 100 км сделали дополнительный отрезок: спортсмены должны были пойти на 21-й круг, в определённом месте (где была установлена специальная тумба) развернуться на 180 градусов и финишировать в обратную сторону. О данных изменениях были оповещены только лидеры забега (при более чем 30 участниках), остальные бегуны узнали об этом только из личного общения по ходу дистанции. На этом фоне менее замеченными остались другие организационные упущения: плохо заасфальтированная трасса, уменьшение лимита времени на прохождение 100 км прямо по ходу забега в обход положения о проведении соревнований (с 11 часов до 10), а также неудачное расположение части дистанции по территории жилого квартала, создававшее неудобство как бегунам, так и местным жителям.

### Мужчины
| Дисциплина | Золото                        | Золото  | Серебро                            | Серебро | Бронза                         | Бронза  |
| ---------- | ----------------------------- | ------- | ---------------------------------- | ------- | ------------------------------ | ------- |
| 50 км [a]  | Денис Жалыбин Курская область | 2:42.32 | Андрей Ярославцев Пермская область | 2:46.12 | Александр Болтачёв Удмуртия    | 2:50.37 |
| 100 км     | Ильдар Ахметшин Татарстан     | 6:23.04 | Олег Руденко Саратовская область   | 6:27.30 | Игорь Тяжкороб Курская область | 6:34.05 |

### Женщины
| Дисциплина | Золото                                 | Золото  | Серебро                        | Серебро | Бронза                            | Бронза  |
| ---------- | -------------------------------------- | ------- | ------------------------------ | ------- | --------------------------------- | ------- |
| 50 км [a]  | Светлана Савоськина Московская область | 3:24.26 | Надежда Карасёва Саха−Якутия   | 3:29.27 | Анна Иванова Тверская область     | 3:33.31 |
| 100 км     | Екатерина Малафеева Мурманская область | 8:38.14 | Александра Анахина Саха−Якутия | 8:48.49 | Ирина Рысина Оренбургская область | 9:05.18 |

a  Фактическая длина дистанции — приблизительно 48 км.

## Чемпионат России по суточному бегу по стадиону
Чемпионат России по суточному бегу по стадиону прошёл 15—16 мая на стадионе «Янтарь» в Москве в рамках XIII сверхмарафона «Сутки бегом». На старт вышли 68 легкоатлетов из 25 регионов страны (57 мужчин и 11 женщин).

### Мужчины
| Дисциплина   | Золото                               | Золото    | Серебро                              | Серебро   | Бронза                            | Бронза    |
| ------------ | ------------------------------------ | --------- | ------------------------------------ | --------- | --------------------------------- | --------- |
| Суточный бег | Владимир Бычков Белгородская область | 252 107 м | Андрей Казанцев Свердловская область | 242 353 м | Евгений Ушаков Московская область | 235 368 м |

### Женщины
| Дисциплина   | Золото                | Золото    | Серебро                         | Серебро   | Бронза                              | Бронза    |
| ------------ | --------------------- | --------- | ------------------------------- | --------- | ----------------------------------- | --------- |
| Суточный бег | Галина Ерёмина Москва | 227 141 м | Ирина Коваль Московская область | 211 329 м | Надежда Тарасова Московская область | 210 290 м |

## Чемпионат России по марафону
Чемпионат России по марафону 2004 состоялся 16 мая в Москве в рамках VIII Московского марафона «Лужники». Соревнования прошли при относительно тёплой погоде (16-21 градус тепла).

### Мужчины
| Дисциплина | Золото                   | Золото  | Серебро                                 | Серебро | Бронза                           | Бронза  |
| ---------- | ------------------------ | ------- | --------------------------------------- | ------- | -------------------------------- | ------- |
| Марафон    | Дмитрий Бурмакин Хакасия | 2:14.19 | Сергей Федотов Бурятия Вооружённые Силы | 2:16.31 | Андрей Чернышов Липецкая область | 2:18.25 |

### Женщины
| Дисциплина | Золото                   | Золото  | Серебро                    | Серебро | Бронза                           | Бронза  |
| ---------- | ------------------------ | ------- | -------------------------- | ------- | -------------------------------- | ------- |
| Марафон    | Ольга Былинкина Москва Т | 2:33.01 | Лина Усманова Башкортостан | 2:36.02 | Ольга Глок Новосибирская область | 2:36.59 |

## Чемпионат России по горному бегу (вверх-вниз)
VI чемпионат России по горному бегу (вверх-вниз) состоялся 22 мая 2004 года в посёлке Токсово, Ленинградская область. На старт вышли 27 участников (15 мужчин и 12 женщин) из 11 регионов страны.

### Мужчины
| Дисциплина                           | Золото                             | Золото | Серебро                            | Серебро | Бронза                              | Бронза  |
| ------------------------------------ | ---------------------------------- | ------ | ---------------------------------- | ------- | ----------------------------------- | ------- |
| 12 км перепад высот: +1400 м −1400 м | Сергей Лукин Ленинградская область | 57.55  | Эдуард Архипов Костромская область | 59.09   | Алексей Ефремов Ярославская область | 1:00.31 |

### Женщины
| Дисциплина                          | Золото                               | Золото | Серебро                     | Серебро | Бронза                               | Бронза |
| ----------------------------------- | ------------------------------------ | ------ | --------------------------- | ------- | ------------------------------------ | ------ |
| 6,9 км перепад высот: +800 м −800 м | Ольга Горбунова Владимирская область | 40.20  | Вера Сухова Санкт-Петербург | 40.45   | Ксения Агафонова Ярославская область | 42.11  |

## Чемпионат России по спортивной ходьбе
Чемпионат России по спортивной ходьбе 2004 года прошёл 12—13 июня в Чебоксарах. Были разыграны 3 комплекта медалей на олимпийских дистанциях 20 км у мужчин и женщин и 50 км у мужчин. Трасса была проложена по набережной залива реки Волги. На соревнованиях проходил финальный этап отбора в олимпийскую сборную России: места в команде получали победители на каждой дистанции, а также серебряный призёр в мужском заходе на 20 км. Главным событием чемпионата стало выступление Дениса Нижегородова. 23-летний спортсмен на дистанции 50 км на 34 секунды превысил время мирового рекорда, показав на финише результат 3:35.29. Однако в связи с недостаточным допинг-контролем достижение не было ратифицировано ИААФ. Соревнования прошли при невысокой температуре воздуха (до +16 градусов), а финиш женского захода на 20 км сопровождался проливным дождём.

### Мужчины
| Дисциплина      | Золото                      | Золото  | Серебро                                                     | Серебро | Бронза                                                              | Бронза  |
| --------------- | --------------------------- | ------- | ----------------------------------------------------------- | ------- | ------------------------------------------------------------------- | ------- |
| Ходьба на 20 км | Владимир Парваткин Мордовия | 1:18.28 | Владимир Андреев Чувашия Самарская область Вооружённые Силы | 1:18.44 | Илья Марков Свердловская область Самарская область Вооружённые Силы | 1:19.59 |
| Ходьба на 50 км | Денис Нижегородов Мордовия  | 3:35.29 | Владимир Потёмин Мордовия                                   | 3:39.34 | Сергей Кирдяпкин Мордовия                                           | 3:43.20 |

### Женщины
| Дисциплина      | Золото                                            | Золото  | Серебро                                      | Серебро | Бронза                                                 | Бронза  |
| --------------- | ------------------------------------------------- | ------- | -------------------------------------------- | ------- | ------------------------------------------------------ | ------- |
| Ходьба на 20 км | Олимпиада Иванова Москва Чувашия Вооружённые Силы | 1:26.54 | Татьяна Короткова Москва Костромская область | 1:27.35 | Марина Смыслова Новосибирская область Вооружённые Силы | 1:28.13 |

## Чемпионат России по многоборьям и бегу на 10 000 метров
Чемпионат России 2004 в беге на 10 000 метров и дисциплинах многоборья был проведён 22—25 июня в Туле. Состязания прошли на стадионе «Арсенал». В первые 3 дня медали разыгрывали многоборцы, а в заключительный — специалисты стайерского бега. В мужском десятиборье победил Николай Аверьянов, а у женщин в семиборье — Светлана Соколова. Оба установили личные рекорды и выполнили олимпийские квалификационные нормативы. В беге на 10 000 метров вне конкурса принимали участие иностранные спортсмены. Среди мужчин второе суммарное время показал украинец Евгений Божко (28.23,51), а его соотечественница Наталия Беркут пришла к финишу третьей в женском забеге (31.08,89).

### Мужчины
| Дисциплина  | Золото                                                 | Золото     | Серебро                                       | Серебро    | Бронза                                              | Бронза     |
| ----------- | ------------------------------------------------------ | ---------- | --------------------------------------------- | ---------- | --------------------------------------------------- | ---------- |
| 10 000 м    | Сергей Емельянов Москва Чувашия Вооружённые Силы       | 28.18,96   | Александр Васильев Москва Чувашия Профсоюзы   | 28.28,18   | Сергей Давыдов Чувашия «Динамо»                     | 29.08,30   |
| Десятиборье | Николай Аверьянов Челябинская область Вооружённые Силы | 8048 очков | Александр Погорелов Брянская область «Динамо» | 7928 очков | Николай Тищенко Москва Краснодарский край Профсоюзы | 7786 очков |

### Женщины
| Дисциплина | Золото                                 | Золото    | Серебро                                                  | Серебро   | Бронза                                                  | Бронза     |
| ---------- | -------------------------------------- | --------- | -------------------------------------------------------- | --------- | ------------------------------------------------------- | ---------- |
| 10 000 м   | Лидия Григорьева Москва Чувашия        | 31.01,15  | Алла Жиляева Курская область Орловская область Профсоюзы | 31.07,58  | Алёна Самохвалова Башкортостан Вооружённые Силы         | 32.06,96   |
| Семиборье  | Светлана Соколова Белгородская область | 6591 очко | Елена Прохорова Кемеровская область Профсоюзы            | 6343 очка | Татьяна Гордеева Волгоградская область Вооружённые Силы | 6235 очков |

## Чемпионат России по суточному бегу по шоссе
Чемпионат России по суточному бегу по шоссе прошёл 4—5 сентября в Санкт-Петербурге в рамках 18-го пробега «Испытай себя». На старт вышли 56 легкоатлетов (46 мужчин и 10 женщин). Анатолий Кругликов в седьмой раз выиграл сверхмарафон «Испытай себя». Ирина Реутович на 20 км опередила ближайшую соперницу среди женщин, а в абсолютном зачёте заняла четвёртое место.

### Мужчины
| Дисциплина   | Золото                                | Золото    | Серебро                   | Серебро   | Бронза                       | Бронза    |
| ------------ | ------------------------------------- | --------- | ------------------------- | --------- | ---------------------------- | --------- |
| Суточный бег | Анатолий Кругликов Смоленская область | 246 410 м | Семён Дедюкин Саха−Якутия | 244 000 м | Олег Яковлев Курская область | 240 750 м |

### Женщины
| Дисциплина   | Золото                                 | Золото    | Серебро                 | Серебро   | Бронза                              | Бронза    |
| ------------ | -------------------------------------- | --------- | ----------------------- | --------- | ----------------------------------- | --------- |
| Суточный бег | Ирина Реутович Калининградская область | 234 766 м | Римма Пальцева Марий Эл | 214 586 м | Зинаида Шабалина Московская область | 163 401 м |

## Чемпионат России по полумарафону
Чемпионат России по полумарафону 2004 состоялся 11 сентября в Новосибирске в рамках VII Новосибирского полумарафона памяти Александра Раевича. Победителем среди мужчин стал 19-летний Евгений Рыбаков, показавший один из самых быстрых результатов в истории на данной дистанции среди юниоров с европейского континента — 1:03.33.

### Мужчины
| Дисциплина  | Золото                              | Золото  | Серебро                              | Серебро | Бронза                 | Бронза  |
| ----------- | ----------------------------------- | ------- | ------------------------------------ | ------- | ---------------------- | ------- |
| Полумарафон | Евгений Рыбаков Кемеровская область | 1:03.33 | Андрей Брызгалов Челябинская область | 1:03.52 | Михаил Хоботов Хакасия | 1:04.05 |

### Женщины
| Дисциплина  | Золото                           | Золото  | Серебро                           | Серебро | Бронза                | Бронза  |
| ----------- | -------------------------------- | ------- | --------------------------------- | ------- | --------------------- | ------- |
| Полумарафон | Виктория Климина Приморский край | 1:09.54 | Ирина Тимофеева Самарская область | 1:10.42 | Алина Иванова Чувашия | 1:11.30 |

## Чемпионат России по кроссу (осень)
Осенний чемпионат России по кроссу прошёл в Оренбурге 9—10 октября 2004 года. Мужчины определили сильнейшего на дистанции 8 км, женщины — 6 км. Соревнования являлись отборочными к чемпионату Европы по кроссу, прошедшему в немецком городе Херингсдорф.

### Мужчины
| Дисциплина | Золото                              | Золото | Серебро             | Серебро | Бронза                             | Бронза |
| ---------- | ----------------------------------- | ------ | ------------------- | ------- | ---------------------------------- | ------ |
| Кросс 8 км | Алексей Реунков Челябинская область | 23.32  | Павел Наумов Москва | 23.40   | Евгений Стаканов Самарская область | 23.43  |

### Женщины
| Дисциплина | Золото                           | Золото | Серебро                                   | Серебро | Бронза                              | Бронза |
| ---------- | -------------------------------- | ------ | ----------------------------------------- | ------- | ----------------------------------- | ------ |
| Кросс 6 км | Виктория Климина Приморский край | 19.13  | Светлана Пономаренко Оренбургская область | 19.42   | Ирина Сафарова Оренбургская область | 20.01  |

## Состав сборной России для участия в XXVIII Летних Олимпийских играх
По итогам чемпионата и с учётом выполнения необходимых нормативов, в состав сборной для участия в XXVIII Летних Олимпийских играх в Афинах вошли 119 атлетов:
Мужчины
100 м: Андрей Епишин.

200 м: Олег Сергеев.

Эстафета 4х100 м: Андрей Епишин, Олег Сергеев, Сергей Бычков, Александр Рябов, Александр Смирнов, Роман Смирнов.

400 м: Антон Галкин, Олег Мишуков.

Эстафета 4х400 м: Антон Галкин, Олег Мишуков, Андрей Рудницкий, Дмитрий Форшев, Александр Ларин, Евгений Лебедев, Руслан Мащенко.

800 м: Юрий Борзаковский, Рамиль Ариткулов, Дмитрий Богданов.

1500 м: Александр Кривчонков.

Марафон: Леонид Швецов, Григорий Андреев, Дмитрий Бурмакин.

3000 м с препятствиями: Роман Усов, Павел Потапович.

110 м с барьерами: Игорь Перемота, Евгений Печёнкин, Сергей Чепига.

400 м с барьерами: Борис Горбань, Михаил Липский.

Прыжок в высоту: Ярослав Рыбаков, Пётр Брайко, Вячеслав Воронин.

Прыжок с шестом: Вадим Строгалёв, Игорь Павлов, Павел Герасимов.

Прыжок в длину: Виталий Шкурлатов, Кирилл Сосунов.

Тройной прыжок: Данил Буркеня, Виктор Гущинский, Виталий Москаленко.

Толкание ядра: Иван Юшков, Павел Софьин, Павел Чумаченко.

Метание диска: Александр Боричевский, Дмитрий Шевченко.

Метание молота: Илья Коновалов, Сергей Кирмасов, Юрий Воронкин.

Метание копья: Александр Иванов, Сергей Макаров.

Десятиборье: Лев Лободин — имел освобождение от отбора, Николай Аверьянов, Александр Погорелов.

Ходьба 20 км: Виктор Бураев, Владимир Парваткин, Владимир Андреев.

Ходьба 50 км: Юрий Андронов, Алексей Воеводин, Денис Нижегородов.
Женщины
100 м: Юлия Табакова, Ирина Хабарова, Лариса Круглова.

200 м: Елена Болсун, Екатерина Кондратьева, Татьяна Левина.

Эстафета 4х100 м: Юлия Табакова, Ирина Хабарова, Екатерина Кондратьева, Лариса Круглова, Ольга Фёдорова, Ольга Халандырёва, Мария Боликова.

400 м: Наталья Назарова, Наталья Антюх.

Эстафета 4х400 м: Наталья Назарова, Наталья Антюх, Олеся Зыкина, Олеся Красномовец, Татьяна Фирова, Наталья Иванова, Ольга Котлярова.

800 м: Татьяна Андрианова, Наталья Хрущелёва, Светлана Черкасова.

1500 м: Ольга Егорова — имела освобождение от отбора, Наталья Евдокимова, Татьяна Томашова.

5000 м: Гульнара Самитова, Елена Задорожная, Лилия Шобухова.

10 000 м: Галина Богомолова, Лидия Григорьева, Алла Жиляева — позднее снялась с турнира.

Марафон: Светлана Захарова, Людмила Петрова, Альбина Иванова.

100 м с барьерами: Ирина Шевченко, Мария Коротеева, Наталья Кресова.

400 м с барьерами: Юлия Печёнкина, Екатерина Бикерт, Екатерина Бахвалова.

Прыжок в высоту: Елена Слесаренко — имела освобождение от отбора, Анна Чичерова, Татьяна Новосельцева.

Прыжок с шестом: Елена Исинбаева, Светлана Феофанова — имели освобождение от отбора, Анастасия Иванова.

Прыжок в длину: Татьяна Лебедева, Ирина Симагина, Татьяна Котова.

Тройной прыжок: Татьяна Лебедева — имела освобождение от отбора, Анна Пятых, Виктория Гурова.

Толкание ядра: Ирина Коржаненко, Светлана Кривелёва, Ольга Рябинкина.

Метание диска: Наталья Садова, Оксана Есипчук, Ольга Чернявская.

Метание молота: Ольга Кузенкова, Елена Коневцова, Татьяна Лысенко.

Метание копья: Валерия Забрускова, Екатерина Ивакина, Оксана Ярыгина.

Семиборье: Светлана Соколова, Елена Прохорова, Татьяна Гордеева.

Ходьба 20 км: Елена Николаева, Юлия Воеводина, Олимпиада Иванова.